# Третьяков, Юрий Ильич
Юрий Ильич Третьяков (род. 24 июня 1960, Понамарёвка, Новосибирская область) — советский и российский художник, акварелист, член Союза художников СССР (1989).

## Биография
Родился 24 июня 1960 года в деревне Пономарёвка Новосибирской области.
В 1983 году окончил Новосибирский государственный педагогический институт (художественно-графический факультет), после чего работал учителем рисования в селе Соколово в Колыванском районе, одновременно был художником-оформителем в местном колхозном клубе.
С 1995 года живёт и трудится в посёлке Колывань (Новосибирская область).

## Работы
Произведения художника хранятся в
Новосибирском государственном художественном музее, Новосибирском государственном краеведческом музее, Государственном музее изобразительных искусств Алтайского края, Омском областном музее изобразительных искусств имени М. А. Врубеля, Новокузнецком музее изобразительного искусства, Тюменском областном художественном музее, Курганском областном художественном музее, Искитимском историко-художественном музее, Краснозерском художественно-краеведческом музее, Колыванском краеведческом музее, Кыргызском национальном музее изобразительных искусств имени Г. Айтиева, а также в частных коллекциях России, Германии, США, Франции, Бельгии и Китая.

## Выставки
| - Вторая Всероссийская выставка учебных и творческих работ учащихся и студентов педагогических учебных заведений РСФСР «Школа — Учитель — Искусство» (1983, Москва); - Республиканская выставка «Молодость России»; - Всероссийская выставка «Художник и время» (1987, Москва); - Всесоюзная выставка акварели (1991, Москва); - Зональная выставка «Сибирь социалистическая» (1991, Красноярск); - Выставка «Коллекция» (1994, ЦДХ, Москва); - Выставка «Сибирский колорит» (1994, Новокузнецк); | - Выставка «Неизвестная Россия. Современная сибирская живопись» (1998, Бельгия, Германия); - Межрегиональные выставки «Сибирь» (1998, Красноярск; 2003, Иркутск, Томск; 2008, Новосибирск; 2013, Омск); - Выставка «Моя Сибирь» (2002, Новосибирск, Красноярск, Санкт-Петербург); - Выставка «Российская акварель» (2003, Тюмень); - Всероссийская выставка «Россия-X» (2004, Москва); - Всероссийская выставка акварели (2010, Курган); - Выставка «Пастель России» (2011, Омск); | - Всероссийская выставка автопортрета «Прямая речь» (2011, Кемерово); - Первая межрегиональная выставка «Красный проспект» (2011, Новосибирск); - Выставка «Человек и город» (2011, Иркутск); - Выставка «Соседи» (2012, Барнаул); - Выставка «Проспект Мира — Красный проспект» (2012, Красноярск); - Персональные выставки (1991, Бердск; 1997, Колывань (Новосибирская область); 2005, 2006, 2007, 2008, 2009, 2010, Новосибирск); - Областные художественные выставки (с 1982 года). |

## Награды
- медаль и диплом лауреата Десятой юбилейной региональной художественной выставки «Сибирь» (2008);
- серебряная медаль Союза художников России «Духовность. Традиции Мастерство» (2013);
- диплом Союза художников России (2013);
- почетная грамота Хейлунцзянской академии художеств (2013, Китай);
- диплом лауреата Четвёртой Всероссийской выставки акварели (2014, Курган);
- серебряная медаль Российской академии художеств (2014).